# Home on the Range
Home on the Range, Roud 3599, är en sång som fungerar som delstatssång för Kansas i USA.

## Bakgrund

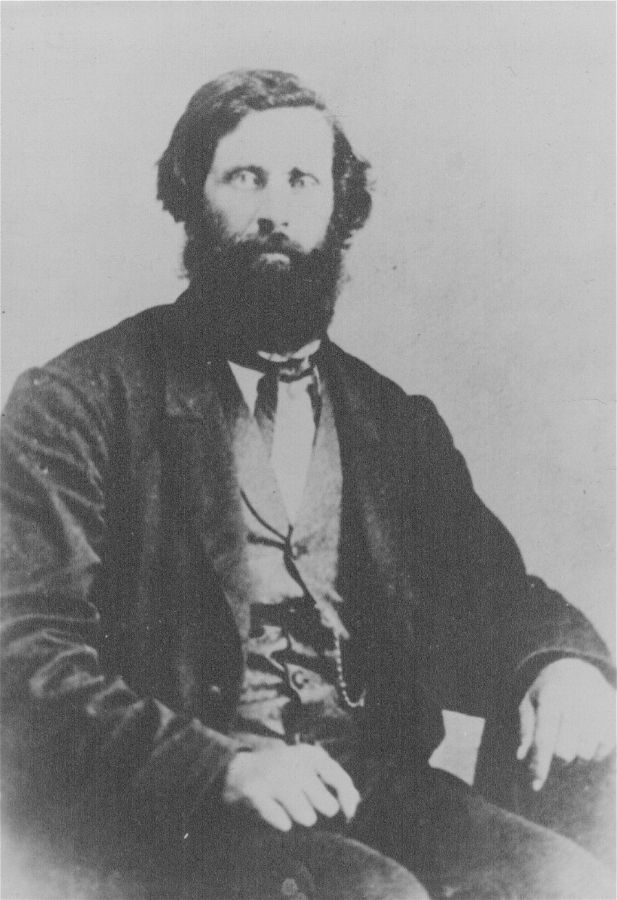
Sångtextförfattaren Brewster M. Higley vid 1800-talet slut.

Texten skrevs i början av 1870-talet av Brewster M. Higley i Smith County, Kansas som en dikt vid namn "My Western Home". Den publicerades första gången under sent 1873 i tidningen Smith County Pioneer som "Oh, Give Me a Home Where the Buffalo Roam.". Musiken komponerades av hans vän Daniel E. Kelley. Higleys originaltext är lik den som senare kommit att användas, men inte identisk. Den användes av bosättare, cowboys och andra som spreds över USA i olika former. I början av 1900-talet arrangerades den av kompositören David Guion (1892-1981) från Texas, som ofta anges som kompositör. Den antogs officiellt som Kansas delstatssång den 30 juni 1947, och räknas ofta som inofficiell sång för den amerikanska västern.

## Framföranden och inspelningar
Sången framförs ofta i program och konserter med amerikanska fosterländska sånger, och används ibland i filmer. Bland annat förekommer den i filmen Villervallavillan från 1948 (sjungen av Cary Grant och Myrna Loy), musikalen Milda makter från 1967, filmen Where the Buffalo Roam från 1980 (sjungen av Neil Young vid inledningen), och den tecknade Looney Tunes-kortfilmen Claws for Alarm från 1954 (sjungen av Pelle Pigg).
1966 blev den en schlager i Norge med sångerskan Kirsti Sparboe till Arne Bendiksens norska text. Den fick då namnet Hjem. Det har också skrivits en svenskspråkig text till sången av Sven-Olof Sandberg, "Hem, hem till mitt land", som bland annat spelats in av Gösta "Snoddas" Nordgren med Karl Erik Svenssons orkester.
Dansbandet Vikingarna spelade in sången instrumentalt på albumet Kramgoa låtar 9 från 1981, då under titeln "Home on the Ranch".